# 恩加烏馬區

恩加烏馬區（葡萄牙語：N'gauma），是莫桑比克的行政區，位於該國西北部，由尼亞薩省負責管轄，首府設於恩加烏馬，面積2,421平方公里，2007年人口64,049，人口密度每平方公里26人。